# Манглапус, Рауль Севилья
Рауль Севилья Манглапус (20 октября 1918, Манила, Филиппины — 25 июля 1999, Мунтинлупа, Большая Манила, Филиппины) — филиппинский политик, министр иностранных дел в 1957 и 1986—1992.

## Биография
Родился в семье конгрессмена Валентина Манглапуса.
Учился в университетах Санто-Томас и Атенео (закончил в 1939 году) в Маниле, Джорджтаунском университете в США (после II Мировой войны), по образованию юрист.
Занимался журналистикой, в 1941 году был военным корреспондентом. В 1942 году был арестован японцами за участие в антиоккупационном движении, в 1944 году бежал и вступил в ряды партизан.
В 1945—1946 годах жил в США, руководил отделом радиопропаганды «Автономного правительства Филиппин», одновременно сдал экзамен на право работать адвокатом. В составе филиппинской делегации присутствовал при подписании капитуляции Японией 2 сентября 1945 года.
С 1946 года занимался частной юридической практикой на Филиппинах, вёл преподавательскую и научную работу.
В 1954—1957 годах — заместитель министра, в 1957 году — министр иностранных дел, генеральный секретарь СЕАТО. Был членом Либеральной партии, затем Партии националистов. В 1965 году основал Прогрессивную партию. В 1968—1972 годах председатель Христианского социального движения.
В 1961—1967 гг. и в 1987 г. — сенатор. В 1965 году баллотировался на пост президента.
В 1972 году арестован и в 1973 году вынужден покинуть страну из-за авторитарной политики президента Фердинанда Маркоса. Четырнадцать лет находился в изгнании в США, руководил «Движением за свободные Филиппины», работал в международных институтах, пропагандировавших демократию. В 1981—1986 гг. — президент International Center for Development Policy в Вашингтоне.
В 1986 году возвратился на родину, возглавил Национальный союз христианских демократов.

C октября 1987 до 1992 года — министр иностранных дел Филиппин. На этом посту пережил скандал, связанный с его комментарием по поводу насилия в оккупированном Ираком Кувейте в отношении филиппинцев, приехавших в эту страну на заработки в качестве прислуги. Манглапус отметил, что это было неизбежно и посоветовал своим соотечественникам расслабиться и получить удовольствие.
С 1992 года — председатель Государственной нефтяной компании, продолжая возглавлять Национальный союз христианских демократов.
Увлекался музыкой, написал множество музыкальных композиций, выступал как пианист и ударник в джаз-оркестре Манилы.
Умер от рака горла.